# Euxenulus
Genre
Euxenulus est un genre de coléoptère du Mexique.

## Liste d'espèces
Selon ITIS:
- Euxenulus piceus (Le Conte 1878)

## Référence
- Valentine, 1960 : The genera of the weevil family Anthribidae north of Mexico (Coleoptera). Transactions of the American Entomological Society, 86 pp 41-85.